# اوزرنویه (باشقیرستان)
اوزرنویه (به لاتین: Ozernoye) یک منطقهٔ مسکونی در روسیه است که در باشقیرستان واقع شده‌است.